# Abdulmajidia chaniana
Abdulmajidia chaniana е вид растение от семейство Lecythidaceae. Видът е уязвим и сериозно застрашен от изчезване.

## Разпространение
Среща се в равнинните и хълмисти гори на Малайзия (Паханг и Джохор) на надморска височина до 570 m.